# Oskar Felkl

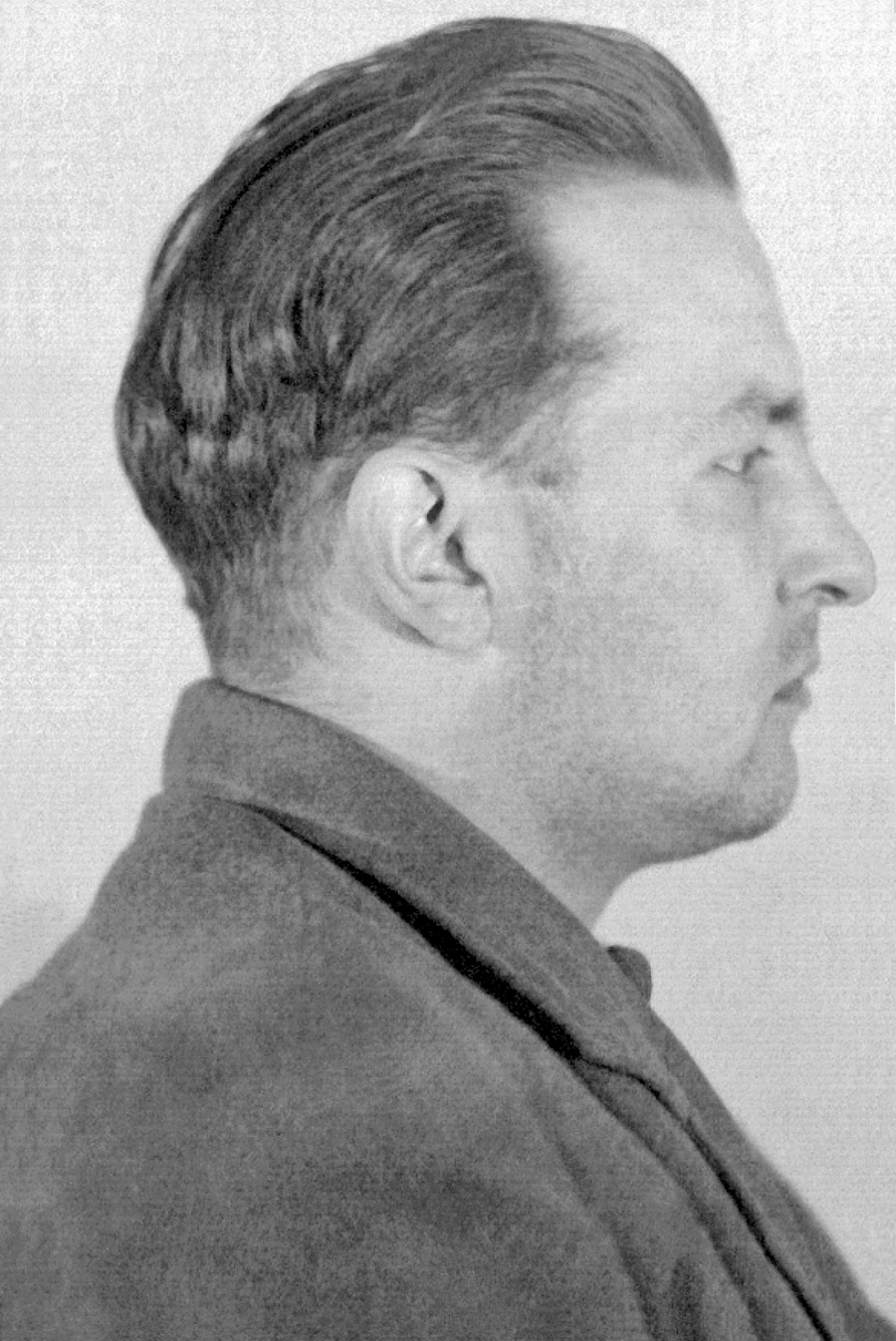
Oskar Felkl (před rokem 1948)

Oskar Felkl (13. dubna 1913 Nová Bělá u Poličky – 24. dubna 1947 Praha) byl československý občan německé národnosti, bývalý dělostřelec a prvorepublikový četník. Od roku 1941 pracoval v řadách kladenského gestapa jako tlumočník, kriminální asistent a též jako jeden z velice známých, aktivních a nejbrutálnějších vyšetřovatelů ve středních Čechách.

## Život

### Do druhé světové války
Oskar Felkl se narodil 13. dubna 1913 v Nové Bělé poblíž Poličky do německé katolické rodiny a vyrůstal na venkově na Vysočině. Poté, co se vyučil zámečníkem (a zdokonalil se v češtině) absolvoval v letech 1934 až 1936 vojenskou službu u 154. dělostřeleckého pluku prvorepublikové československé armády a z aktivní služby odešel do zálohy s hodností četaře. Žádost o vstup do řad četnického sboru si podal v roce 1937, absolvoval četnickou školu a stal se četnickým strážmistrem. Následující období mezi léty 1938 až 1940 strávil v řadách četnictva. Jako český četník působil nejprve v Červených Janovicích, pak v Zahrádce u Ledče nad Sázavou a naposledy v Kolíně, odkud přešel do kladenské služebny gestapa.

### U kladenského gestapa
Po nastolení protektorátu mu byla přiznána říšskoněmecká státní příslušnost. Od července 1940 byl vzat do služeb gestapa a od roku 1941 až do konce druhé světové války pracoval jako tlumočník kladenského gestapa na odděleni IV N a následně byl jmenován kriminálním asistentem.
Se svojí budoucí manželkou Marií se Oskar Felkl seznámil na služebně kladenského gestapa, když se tam přišla přimluvit za svého otce vězněného v Terezíně. Felkl se do Marie zamiloval a jejímu otci se snažil pomoci. A byl to právě Felkl, kdo zařídil, aby Mariina otce propustili z Terezína, kam byl z Kladna předtím převezen. Dne 23. prosince 1941 se Oskar Felkl oženil na Kladně s o deset let mladší dcerou českého četníka Marií Mařincovou (* 1923) z Tuchlovic u Kladna. Novomanželé Felklovi dostali služební byt vybavený nábytkem, který vyrobili terezínští Židé a Marie Felklová (po svatbě již Němka) získala místo sekretářky v administrativě kladenského gestapa.
U gestapa se Oskar Felkl věnoval zprvu problematice komunistického odboje a později měl na starosti vybudování sítě tajných spolupracovníků a konfidentů gestapa. Ostatní kolegové jej považovali za jednoho z nejvýkonnějších příslušníků kladenského gestapa. Byl dobře pracovně hodnocen i přesto, že se občas dostával do sporu se svým velitelem SS–Hauptsturmführerem Haraldem Wiesmannem. (A bylo to například pro Felklovu zálibu v používání násilí během vyšetřování zatčených. Jeho specialitou bylo používání železných mučicích nástrojů.)

### Anna Maruščáková a Václav Říha
Po atentátu na Reinharda Heydricha (27. května 1942) a den před jeho smrtí (4. června 1942) v Praze byl Oskar Felkl pověřen 3. června 1942 prošetřením dopisu, který četnictvu a poté gestapu poskytl ředitel slánské továrny Palaba a starosta Slaného Jaroslav Pála. (Ten dopis zachytil, protože jeho adresátka byla nemocná a nebyla v pracovním procesu.) Dopis byl adresován mladé zámečnické dělnici slánské továrny Palaba Anně Maruščákové (* 31. července 1923) z Holous (Adresa dopisu zněla: P. T. firma Pala, akc. společnost ve Slaném, Andulka, závodní číslo 210) a odesilatel se podepsal jako „Milan“.
Brzy bylo zjištěno, že skutečným odesilatelem zadrženého dopisu byl Václav Říha (* 1. 2. 1919) z Vrapic, který byl sice od 25. dubna 1942 ženatý, ale s Maruščákovou udržoval milostný poměr a v tomto mimomanželském vztahu vystupoval pod smyšleným jménem „Milan“. Říha plánoval již v roce 1939 (spolu s Josefem Horákem z Lidic a Františkem Stoncnerem) ilegální opuštění protektorátu a vstup do československé zahraniční armády. Od tohoto plánu ale Říha nakonec upustil. Krátkým dopisem odeslaným počátkem června 1942 se Říha (alias Milan) snažil ukončit svůj nemanželský milostný poměr s Marušákovou a zároveň v dopise předstíral, že se věnuje odboji. Text dopisu („Drahá Aničko, promiň, že Ti píši tak pozdě, a snad mě pochopíš, neb víš, že mám mnoho práce a starostí. Co jsem chtěl udělat, tak jsem udělal. Onoho osudného dnes jsem spal někde na Čabárně. Jsem zdráv. Na shledanou tento týden a pak již se neuvidíme. Milan“) vyhodnotilo kladenské gestapo jako možnou indicii vedoucí k „pachatelům atentátu“. 
Oskar Felkl zatkl Annu Maruščákovou dne 3. června 1942. Ta při brutálním výslechu spojeném s mučením zmínila Lidice, neboť tam vyřizovala pozdravy od Josefa Horáka a Josefa Stříbrného rodinám Horákových a Stříbrných. Tak se do hledáčku gestapa dostala obec Lidice. Zostřenému výslechu byl podroben i pisatel listu Václav Říha z Vrapic (součást Kladna). Gestapo využilo konstrukce, že syn Horákových Josef by mohl být strůjcem atentátu na Heydricha a v noci 9. na 10. června 1942 byly Lidice obklíčeny.

### V Lidicích
V Lidicích byl inkriminovaného dne 10. června 1942 i Oskar Felkl, který se sice nepodílel přímo na vraždění, ale během domovních prohlídek a následném vyhánění lidických občanů z jejich domovů se dopustil řady krádeží (tato skutečnost byla prokázána při přelíčení u poválečného soudu). A byl to právě Oskar Felkl, kdo podle jmenného seznamu vyvolával na popravu muže shromážděné v Horákově statku. Oskar Felkl byl pak za svoje „úsilí o vypátrání osnovatelů atentátu“ na R. Heydricha vyznamenán válečným záslužným křížem II. třídy.

### V Roudnici nad Labem / v Terezíně
Po atentátu na Reinharda Heydricha byl zvýšen tlak na germanizaci Čechů. Jedním z aktivních Němců  byl člen stran NSDAP, DKV, DS a SS, roudnický řídící učitel Alfréd Bauer. Ten se prostřednictvím udavače 19. června 1942 dozvěděl nepodloženou zprávu, že na něj chce psychicky labilní roudnický student Karel Dvořák, podporovaný dalšími studenty, spáchat atentát. Ještě týž den tuto záležitost udal na kladenském gestapu. Oskar Felkl toto využil k další perzekuci českého národa, v sobotu 20. června 1942 kladenské gestapo přímo ze tříd roudnického reálného gymnázia a vyšší průmyslové školy pozatýkalo 84 roudnických studentů. Oskar Felkl osobně řídil brutální výslechy studentů v koncentračním táboře Terezín. Válku a mučení 13 studentů nepřežilo. Alfréd Bauer byl 23. listopadu 1945 v Roudnici nad Labem odsouzen k trestu smrti a týž den oběšen. Oskar Felkl byl svědkem soudu, Bauera nepodpořil.

### Květen 1945
Začátkem května 1945 hledala valná většina příslušníků kladenského gestapa útočiště (a úkryt) buď u příbuzných nebo doma. Oskar Felkl se ukrýval v bytě u svého tchána bývalého legionáře a štábního strážmistra četnictva Karla Mařince v Tuchlovicích u Kladna, kde byl nakonec i počátkem května roku 1945 zatčen.
Během svého působení v řadách příslušníků gestapa měl Felkl sám nebo se svými kolegy na svědomí celkem 796 osob. Z tohoto počtu bylo 32 lidí popraveno a zbylí byli deportováni do různých nacistických koncentračních táborů, odkud se jich 69 již nikdy nevrátilo. Další lidé (v počtu 132) byli zatčeni, vyslýcháni a po několika týdnech či měsících věznění byli propuštěni z vazby v Kladně. Felkl byl znám nelidským chováním k zadrženým a vyslýchaným osobám – minimálně v 149 případech se dopustil jejich fyzického týrání.

## Proces
Hlavní přelíčení s Oskarem Felklem a dalšími příslušníky kladenského gestapa bylo zahájeno na Pankráci v Praze 27. března 1947 v půl desáté dopoledne. Soudnímu přelíčení předsedal přednosta mimořádného lidového soudu Vladimír Kozák. Všichni obvinění vinu popírali, svalovali na jiné nepřítomné osoby a umenšovali ji. Na svoji obhajobu uváděli příklady případů, kdy údajně zabránili zatčení některých osob nebo kdy již zadrženým lidem údajně pomáhali. Dne 24. dubna 1947 byl vynesen rozsudek (měl 79 stran) a to včetně šesti trestů smrti. Jednalo se o Haralda Wiesmanna, jeho zástupce Thomase Thomsena, Oskara Felkla, Waltera Forstera, Otto Gehla a Rudolfa Vlčka. Všech šest mužů odsouzených k nejvyššímu trestu bylo popraveno 24. dubna 1947 mezi 16.20 a 17.51 hodinou. Poprava oběšením byla vykonána v Praze v Pankrácké věznici. Tělesné ostatky Oskara Felkla byly pohřbeny do anonymního (neoznačeného) šachtového hrobu na Ďáblickém hřbitově v Praze.

## Marie Felklová
Na základě několika svědeckých výpovědí učiněných po skončení druhé světové války se prokázalo, že Marie Felklová skutečně pomáhala českým vlastencům například i tak, že v kanceláři gestapa zadržela a zničila několik udavačských dopisů, které tam byly doručeny. Kromě toho také nosila vězněným lidem jídlo a přes svého manžela jim zprostředkovávala kontakt s jejich rodinnými příslušníky.
Ale její pomoc českým lidem se odehrávala, dle mnoha poválečných věrohodných svědectví, ještě v době, kdy se přestěhovala do Tuchlovic. Její otec Karel Mařinec byl po vypuknutí druhé světové války služebně přeložen do Kladna, kde jako četník měl hlídat politické vězně kladenského gestapa. Marie zprostředkovávala tajnou výměnu motáků mezi těmito vězni a jejich příbuznými na svobodě.
Po skončení druhé světové války uvedla Marie Felklová ve své výpovědi, že její muž dlouho nevěřil, že bude odsouzen k nejvyššímu trestu. Podle jejího tvrzení prý Oskar Felkl zatajil řadu svých spolupracovníků a to výměnou za slib, že tyto osoby pomohou jemu samotnému nebo jeho rodině. Jeden z těchto lidí, který byl pověřen hlídáním uvězněných příslušníků gestapa, měl Felklovi dokonce umožnit domluvu s ostatními uvězněnými spolupracovníky gestapa na tom, jak budou souhlasně vypovídat. Tentýž člověk (po druhé světové válce příslušník SNB) měl dokonce Felklovi zařídit a pomoci zorganizovat setkání s Marií, při kterém Felkl své ženě nenápadně předal moták se jmény těchto osob.
Po skončení druhé světové války byla Marie Felklová (stejně jako její manžel) vězněna a nabádána k rozvodu. Svého manžela Oskara ale neopustila a obrazně jej doprovodila až na popraviště pankrácké věznice v Praze. Po popravě manžela se Marie Felklová s dcerou Astrid (* 1943) vystěhovala do Německa.

## Odrazy v literatuře

### Šla s ním až k šibenici
V roce 2006 vyšla v nakladatelství Gelton v Novém Strašecí kniha regionálního publicisty, badatele a historika města Slaný Jiřího Červenky (* 8. června 1961 Kladno) s názvem Šla s ním až k šibenici. Ve 176stránkové publikaci autor zveřejnil výsledky své dvouroční badatelské práce, jejímž cílem byla historická a psychologický sonda do životních osudů a činů manželského páru Oskara Felkla a jeho ženy Marie Felklové (rozená Mařincová; * 1923) – dcery českého četníka – z Tuchlovic. Zatímco Oskaru Felklovi bylo po druhé světové válce soudně dokázáno (v téměř 150 případech) mučení a týrání vyslýchaných, jeho vlastenecky smýšlející manželka Marie naopak vězněným českým vlastencům během celého období protektorátu všemožně pomáhala. Ačkoliv patřil Oskar Felkl k nejbrutálnějším příslušníkům kladenského Gestapa, na popud své manželky Marie v některých případech českým lidem přesto i výjimečně pomáhal.

### Čurda z Hlíny
V roce 2019 vyšla v brněnském nakladatelství Host kniha obsahující trojici povídek od Miloše Doležala s názvem Čurda z Hlíny: tři dokumentární povídky z protektorátu. Povídky jsou koncipovány nikoliv jako historické studie, ale jako portréty několika postav, které spolupracovaly s Němci za protektorátu. První povídka se věnuje osobě provokatéra Bohuslava Bušty (alis „Zwirny“) – krejčího z Dolní Cerekve, který se stal agilním konfidentem gestapa v jihočeském Táboře. Druhá povídka se zabývá životním příběhem manželů Oskara Felkla (přezdívaným „Kary“) a jeho manželky Marie Mařincové. Poslední povídka se týká parašutisty Karla Čurdy (spolupracovníka gestapa pod aliasem Karl Jerhot).

Vazební fotografie Oskara Felkla (rok 1945)
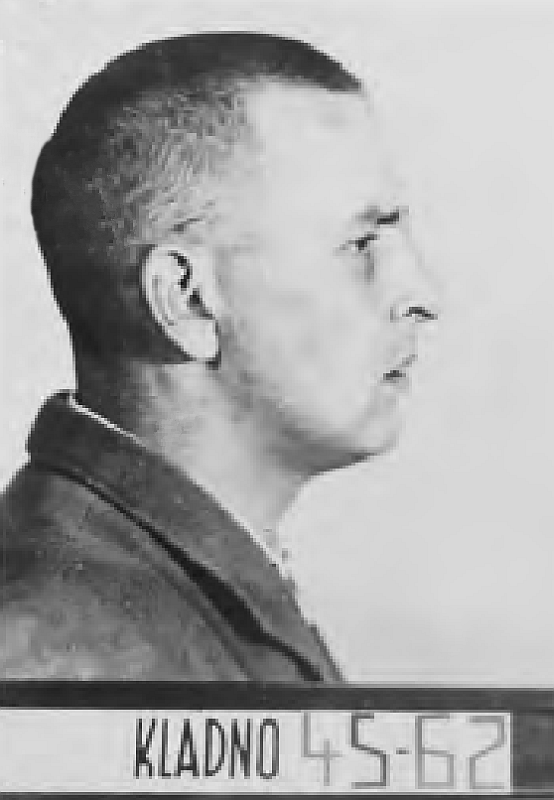
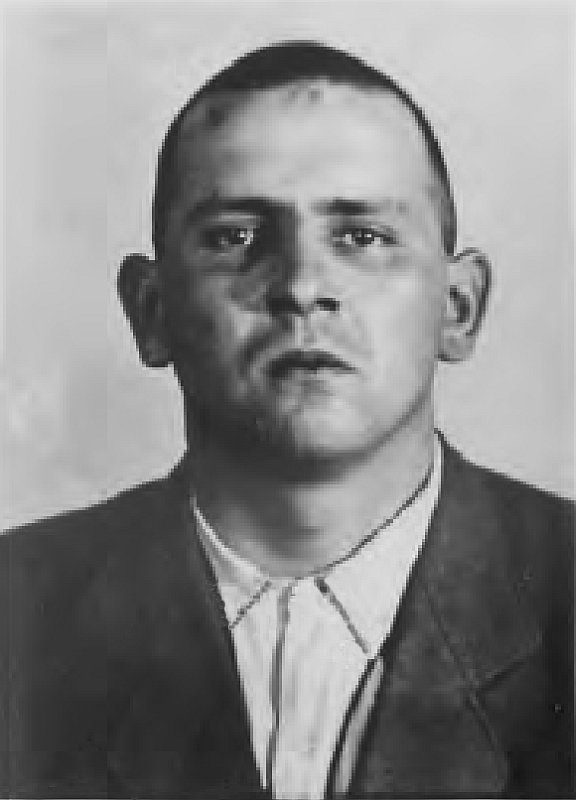
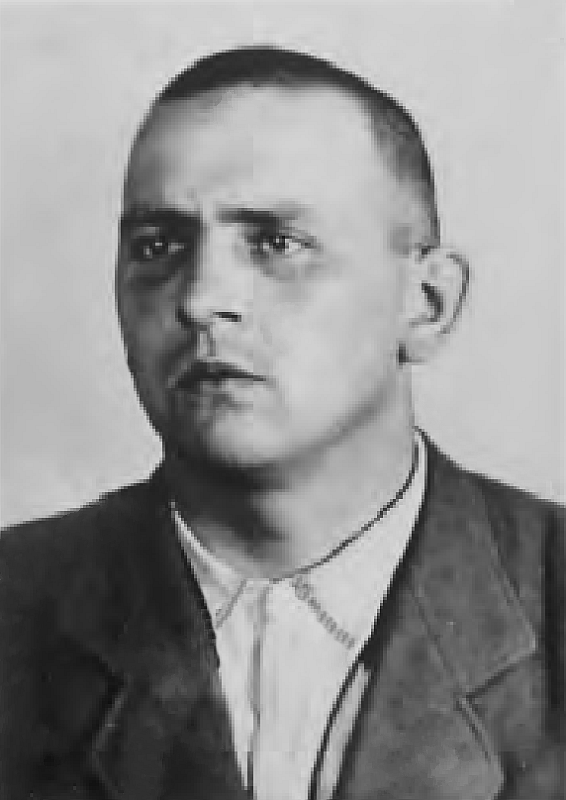